# Лукьянин, Валентин Петрович
Валентин Петрович Лукьянин (род. 17 декабря 1937, Брянская область) — советский, российский краевед, писатель, публицист, литературный критик и редактор; кандидат философских наук. Заслуженный работник культуры РФ.

## Биография
Родился в семье учителя Пётра Матвеевича Лукьянина (умер в 1937 году).
В 1955 году окончил Брянский машиностроительный техникум, работал на Свердловском турбомоторном заводе.
В 1962 г. окончил филологический факультет Уральского государственного университета, затем аспирантуру на кафедре философии. Преподавал эстетику в Уральском университете, доцент.
В 1980—1999 гг. — главный редактор журнала «Урал».
Член Союза писателей России с 1979 года; сопредседатель Правления Союза российских писателей.
В период Перестройки Лукьянин был членом Совета созданной Г. Бурбулисом Свердловской городской дискуссионной трибуны (1987—1989 годы), на которой обсуждались различные проблемы. Лукьянин совместно с Л. А. Заксом помогал Бурбулису сдерживать дискуссии, которые часто бывали на заседаниях Трибуны. Заседания Трибуны проходили с мая 1987 года по январь 1989 года и 26 сентября 1990 года. Актив Трибуны сотрудничал с Свердловским областным комитетом КПСС.
Живёт в г. Екатеринбурге. Среди наград орден «Знак Почёта».

## Творчество
Печатается как критик с 1964 года. Автор более 80 статей, в том числе о творчестве И. Ефремова, С. Лема, С. Слепынина.
В 2015 году правдиво рассказал о своей жизни и деятельности, творческих замыслах и обстановке в стране в откровенном интервью журналу «Военно-исторический архив» (Москва).

### Избранные сочинения
Источник — Электронные каталоги РНБ
- Гриневич В. И., Лукьянин В. П. Среднеуральск : История. Судьбы. Надежды. — Екатеринбург: ПАКРУС, 2002. — 654 с. — 3000 экз. — ISBN 5-901214-27-7.
- Лукьянин В. П. Больше века на службе России : [120 лет Свердл. ж. д., 1878-1998]. — Екатеринбург: СВ-96, 1998. — 349 с. — 10 000 экз. — ISBN 5-89516-054-9.
- Лукьянин В. П. Платина России : [дилогия]. — Екатеринбург: Пакрус, 2001. — Т. 1: Рождение Екатеринбургского завода по обработке цветных металлов. — 203 с. — 1000 экз. — ISBN 5-901214-21-8.
- Лукьянин В. П. Труд. Характер. Время : Лит.-критич. очерки. — Свердловск: Сред.-Урал. кн. изд-во, 1985. — 219 с. — 2000 экз.
- Лукьянин В. П., Георгиев С. Начала мудрости : Человек, его мир, его мышление : Кн. для чтения и изучения в мл. кл. общеобразоват. шк., гимназий, лицеев. — Екатеринбург: Сократ, 1999. — 176 с. — 15 000 экз. — ISBN 5-88664-035-5.
- Лукьянин В. П., Никулина М. П. Литературный квартал : [об Объединенном музее писателей Урала]. — Екатеринбург: Сократ, 2008. — 306 с. — 600 экз. — ISBN 978-5-88664-338-1.
- Лукьянин В. П., Никулина М. Прогулки по Екатеринбургу. — 2-е изд. — Екатеринбург: Банк культурной информации, 1995. — 240 с. — (Мой город ; Вып. 1). — 3000 экз. — ISBN 5-85865-070-8.
  - . — 2-е изд. — Екатеринбург: Банк культурной информации, 1997. — 237 с. — (Мой город ; Вып. 1). — 20 000 экз. — ISBN 5-7851-0007-X.
  - . — 3-е изд., испр. и доп. — Екатеринбург: Банк культурной информации, 1998. — 176 с. — (Мой город ; Вып. 1). — 5000 экз.

## Цитаты
- ...В действиях толпы, которая и вершит историю, выплескиваясь из бурлящего социального котла «майданной» вольницей, разум практически не участвует.
- ...«Беспощадные русские бунты» подсвечивали багровыми сполохами всю российскую историю, а потом декабристы «будили Герцена», Герцен — народников и т. д. Но бунты были «бессмысленными», потому что, потрясая основы, не посягали на архаичную «конструкцию», а революционеры «из дворян и помещиков» пытались исправить власть, не поступаясь своим социальным статусом и не задумываясь о том, что для перестройки власти нужно радикально перестроить и общество.
- ...Повинен ли Маркс в катаклизмах российской истории? «Учителю мирового пролетариата» и в голову не могло прийти, что началом социалистических преобразований в мире может стать крестьянская Россия; в положениях его учения не найти объяснения радикализму «пролетарских вождей» и российских «революционных масс». А, по разысканиям нынешних интернет-эрудитов, Россию он даже не любил — считал варварской страной... Прав был Н.А. Бердяев, подметивший, что революция в России произошла хоть и «не по Марксу», но «во имя Маркса».